# Eugène Godard
Eugène Godard (Clichy, 26 agosto 1827 – Bruxelles, 9 settembre 1890) è stato un aviatore francese.
Esperto di ascensioni in mongolfiera, nel 1870, durante l'assedio di Parigi, organizzò il primo servizio di posta aerea della storia.